# Peder Balke
Peder Balke, né Peter Andersen le 4 novembre 1804 sur l’île de Helgøya, dans le comté de Hedmark et mort le 5 février 1887 à Christiania, est un peintre norvégien.
Connu pour son interprétation positive de la nature de la Norvège, il a contribué à donner une vue spectaculaire et romantique des paysages de ce pays.

## Biographie
Fils de paysans sans terre, Balke grandit à Ringsaker, mais habita, dans les années 1820, à la ferme des Balke à Toten dans le comté d’Oppland. Manifestant des dons artistiques précoces, les agriculteurs de Toten l’encouragèrent en payant ses études, ce dont il les remercia, à son retour, en décorant plusieurs des fermes de Toten. Ils encouragèrent ses activités de peinture et le soutinrent plus tard dans l’enseignement supérieur.
Vers 1825, il change de nom pour « Peder Balke » et devient, à l’automne 1827, l’élève de Grosch (de). Il suivit également l’enseignement de Jacob Munch (no) à la Tegneskole. Il signa un contrat de deux ans comme apprenti de l’artiste et décorateur danois Jens Funch. De l’automne 1829 au printemps 1833, il fut l’élève de Carl Johan Fahlcrantz (sv) à l’académie d’art de Stockholm.
Amené, par son aspiration à être un peintre dans la tradition européenne, à voyager, il traversa à pied, au cours de l’été 1830, le Telemark, le Rjukan, le Vestfjorddalen au-delà de Røldal et Kinsarvik jusqu’à Bergen, pour ensuite revenir sur Vossevangen et Gudvangen, puis encore plus loin jusqu’à Filefjell, Valdres et, de là, à travers les montagnes jusqu’à Hallingdal, peignant, et dessinant, tout le long du chemin, de petits formats développés, par la suite, en peintures. Cette série d’expéditions d’esquisses, qui lui a permis de découvrir la beauté sauvage de la Norvège, est fondamentale pour son art, dans la mesure où il a, par la suite, consacré le reste de sa vie à ce sujet.
En 1834, il épouse, Karen Eriksdatter Strand et, l’année suivante, il se rend à Dresde, où il fait la rencontre décisive de deux géants de la peinture paysagiste, le Norvégien Johan Christian Dahl, dont il sera l’élève de 1843 à 1844, et l’Allemand Caspar David Friedrich. Le naturalisme de Dahl et la vision spirituelle de la nature de Friedrich ont renforcé la passion de Balke pour le paysage de Norvège. Dès les années 1840, Balke était un exposant très original de la peinture romantique du Nord, qui explore les aspects de la nature qui inspirent l’admiration connue sous le nom de Sublime. Il a continué à sillonner le continent, éduquer son œil et à cultiver, avec un succès mitigé, les collectionneurs, entre autres, de Saint-Pétersbourg, Berlin, Paris, Londres.
À Stockholm, il compléta plusieurs des tableaux qu’il avait esquissé lors de sa tournée dans le Finnmark. Certains d’entre eux furent vendus à la famille royale de Suède. En 1846, il vendit à Louis-Philippe de France une trentaine de ses peintures commandées par ce dernier pour commémorer un voyage en Laponie en 1795 pour le château de Versailles et conservées, depuis 1847, au musée du Louvre : il s’agissait précisément de trente-trois esquisses représentant les endroits principaux où était passé Louis-Philippe et de deux tableaux, La Vue du Cap Nord et La Vue de Drontheim. Outre les 17 tableaux à la Nasjonalgalleriet d’Oslo, Peder Balke est également représenté dans plusieurs collections d’art majeur en Norvège, en Suède et dans le monde,,.
Dans les années 1850, Balke s’installe à Oslo. Vers 1855, il s’éloigne de plus en plus des milieux artistiques d’Oslo et concrétise ses idéaux démocratiques de paysan sans terre stimulés par le Printemps des peuples de 1848, en s’engageant dans les questions sociales. Cette année-là, il organisa la construction de Balkeby (no), un nouveau quartier d’Oslo destiné à améliorer les conditions des travailleurs domestiques. Il achète des parcelles de la ferme historique de Nedre Blindern entre 1858 et 1876. Les acheteurs potentiels de parcelles pouvaient lui emprunter de l’argent et faire construire eux-mêmes. Préconisant également des subventions pour les artistes et des pensions pour les hommes et les femmes, il a créé Kunstnerlund (le Jardin des artistes), un quartier louant des maisons aux travailleurs et aux artisans avec qui il s’identifiait de plus en plus.
En juin 1848, Dahl a écrit à Dresde que Balke était « communiste maintenant et s’occupe ici et surtout à Paris plus de politique que d’étude de la peinture. » Utilisant de plus en plus de matériaux semblables à ceux des artisans – comme des sections de planches de bois comme support – et une peinture directe évitant les méthodes artistiques traditionnelles, il a commencé, à la fin des années 1860, à s’éloigner du public et son œuvre est devenue plus distinctive.
Il semble avoir abandonné la peinture en tant que profession, bien qu’il ait continué à peindre en privé jusqu’à au moins 1879, lorsque Kunstnerlund, alors appelé Balkeby, fut anéanti par les flammes. En 1865, Balkeby comptait 300 habitants, surtout des ouvriers, qui avaient pris des pensionnaires, de sorte que la population augmenta. En dépit des règles strictes mises en place pour les bâtiments, y compris pour les plus grands, par Balke, afin de prévenir les incendies, de nombreuses maisons de Balkeby furent anéanties, lors de l’incendie du 13 juin 1879. Son dernier tableau daté remonte à cette année-là et, à sa mort, en 1887, il était un citoyen respecté mais essentiellement oublié. L’exposition, à l’occasion du Jubilé du centenaire de la Constitution norvégienne, à Oslo en 1914, a renouvelé l’intérêt envers son œuvre.

## Balkeby
Située au nord-est de ce qui est aujourd’hui la principale rue commerçante d’Oslo : Bogstadveien (en) dans Majorstuen et le quartier de Hegdehaugen (en) dans le bydel de Frogner, l’ancienne banlieue de Balkeby fut l’occasion pour une certaine classe de la population d’avoir sa propre maison à une distance raisonnable de la ville, surtout après l’apparition des tramways à chevaux en 1875. En 1878, date à laquelle la zone a été intégrée à la ville d’Oslo, la population du quartier s’élevait à environ 1 100 personnes.

## Descendance
Il est le grand-père de Turid Balke (en) et l’arrière-arrière-grand-père de Jon Balke.

## Galerie

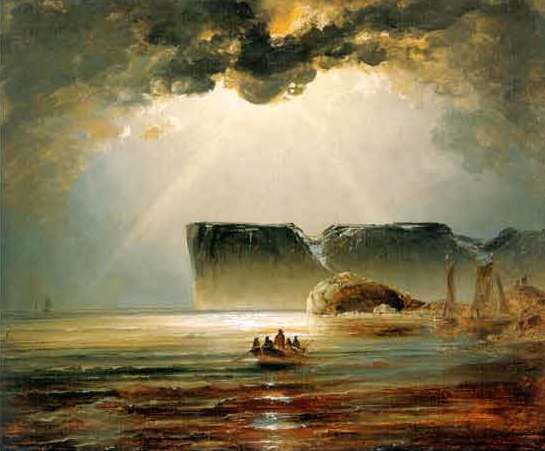
Nordkapp (v. 1840)
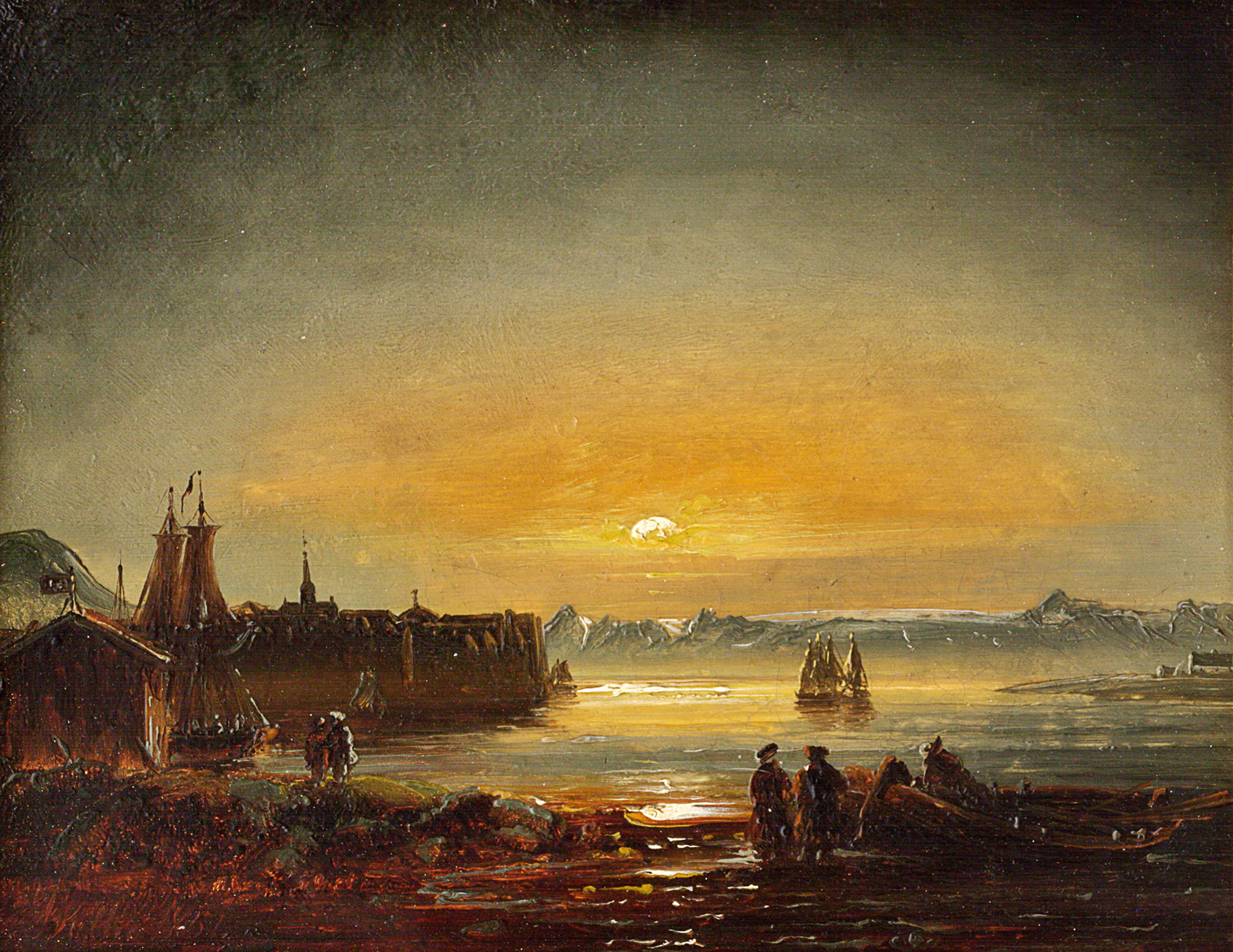
Hammerfest Fra (Vue depuis Hammerfest) (1851)
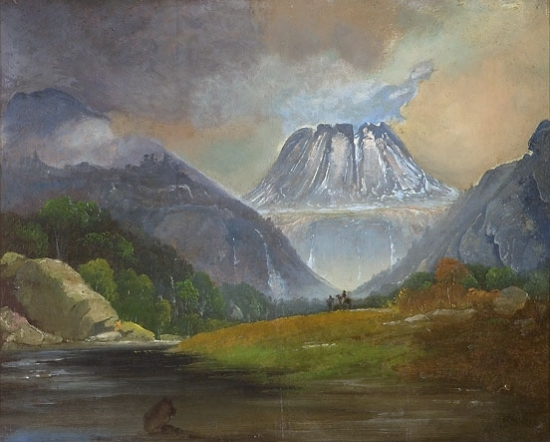
Gaustatoppen (v. 1858)
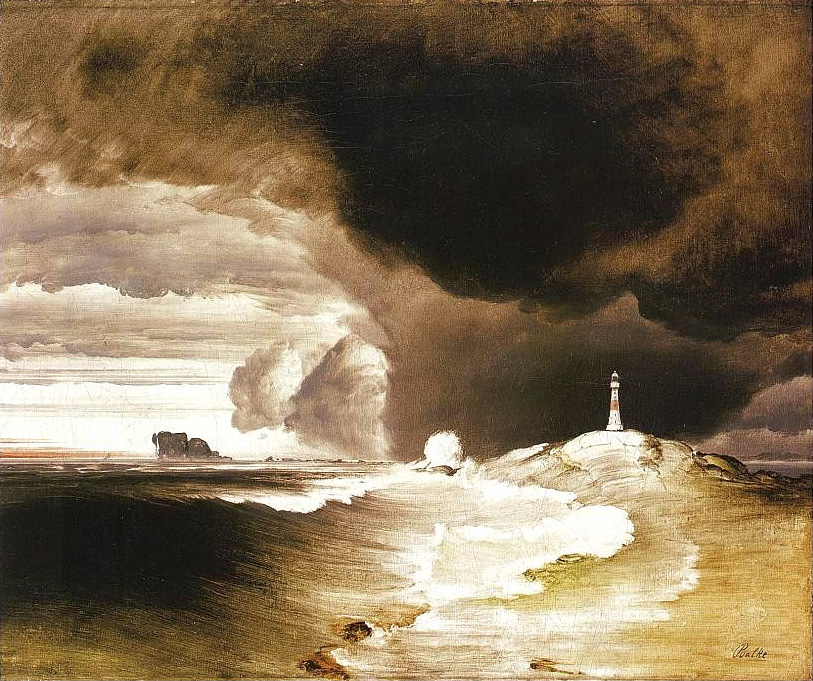
Fyr på den norske kyst (Phare sur la côte norvégienne) (v. 1860)
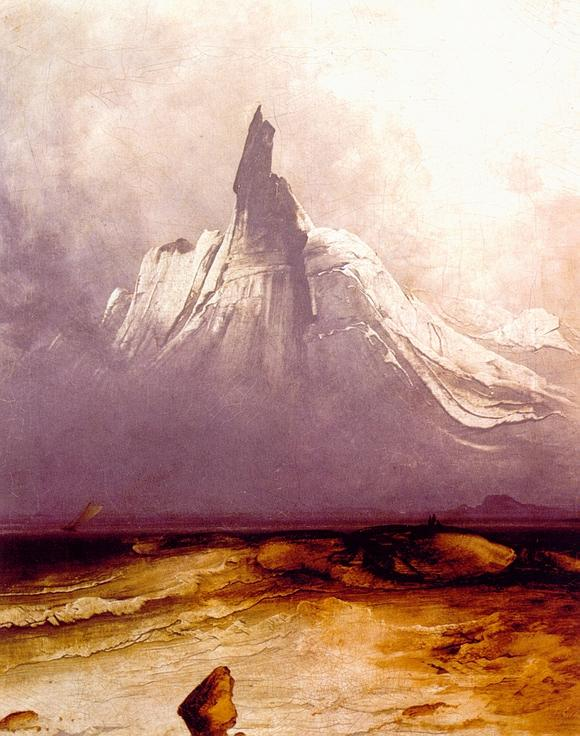
Stetind i tåke (Stetind dans le brouillard) (1864)
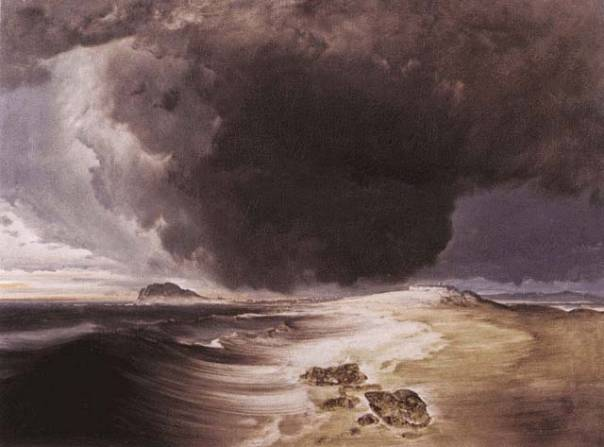
Festning Vardøhus (La Forteresse de Vardøhus) (v. 1870)

## Œuvres (sélection)
- Vue du Cap Nord, 1847, carton, 50 × 67 cm, musée du Louvre.
- Vue de Dronheim, 1847, carton, 50 × 67 cm, musée du Louvre.
- Nordkapp, v. 1840.
- Vue depuis Hammerfest, 1851.
- Gaustatoppen, v. 1858.
- Phare sur la côte norvégienne, v. 1860.
- Stetind dans le brouillard, 1864, Oslo, Nasjonalgalleriet.
- La Forteresse de Vardøhus, v. 1870.